# Marek Khuen z Olomouce
Marek Khuen z Olomouce (německy Markus Khün či Markus Kuen; Olomouc – 10. února 1565 Kroměříž) byl v letech 1553 až 1565 biskupem olomouckým.

## Život

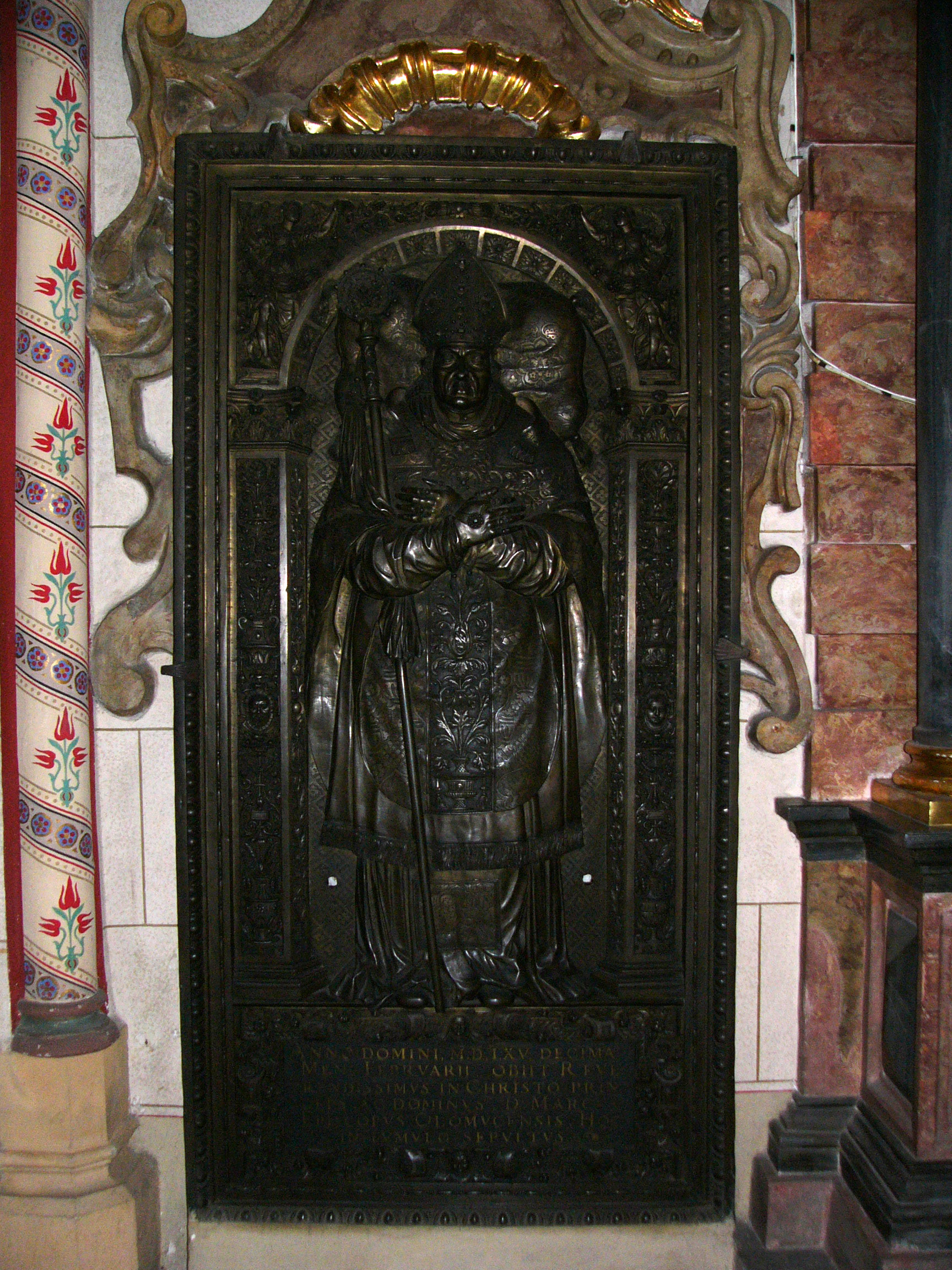
Náhrobek Marka Khuena v olomoucké katedrále svatého Václava

Marek Khuen pocházel z olomoucké měšťanské rodiny, jeho rodným domem byla Krajinská lékárna na Horním náměstí. Po studiu teologie na vídeňské univerzitě se stal roku 1523 kanovníkem a v roce 1541 i děkanem olomoucké dómské kapituly.
Po smrti olomouckého biskupa Jana Dubravia doporučil král Ferdinand I. jako jeho nástupce tehdejšího vratislavského a olomouckého kanovníka a pozdějšího vratislavského biskupa Kašpara z Logau. Tento návrh však moravská šlechta odmítla a kapitula proto biskupem 6. října 1553 zvolila Marka Khuena. Papežské potvrzení volby následovalo 22. prosince téhož roku.
Z důvodu rozšíření luteránství spadalo Khuenovo období do nábožensky těžkých časů. Zvýšil vzdělání kněží a postavil se proti jmenování nevysvěceného duchovenstva do šlechtického stavu. Z vlastních zdrojů propagoval katedrální školu, pro kterou také vydal nová školní pravidla. Vykoupil zpět slíbené biskupské panství Mírov, Hukvaldy i Velký Týnec. Ve vztahu k utrakvistům prosazoval sblížení, a proto podpořil požadavek krále na povolení přijímání podobojí. Papežské schválení k tomu dostal v srpnu 1564.
Protože byl v posledních letech nemocný, převzal jeho povinnosti olomoucký kanovník Vilém Prusinovský z Víckova. Kuen zemřel v Kroměříži a byl pohřben v katedrále v Olomouci. Připomíná jej tam jeho renesanční hrobka.